# Jenolan Caves

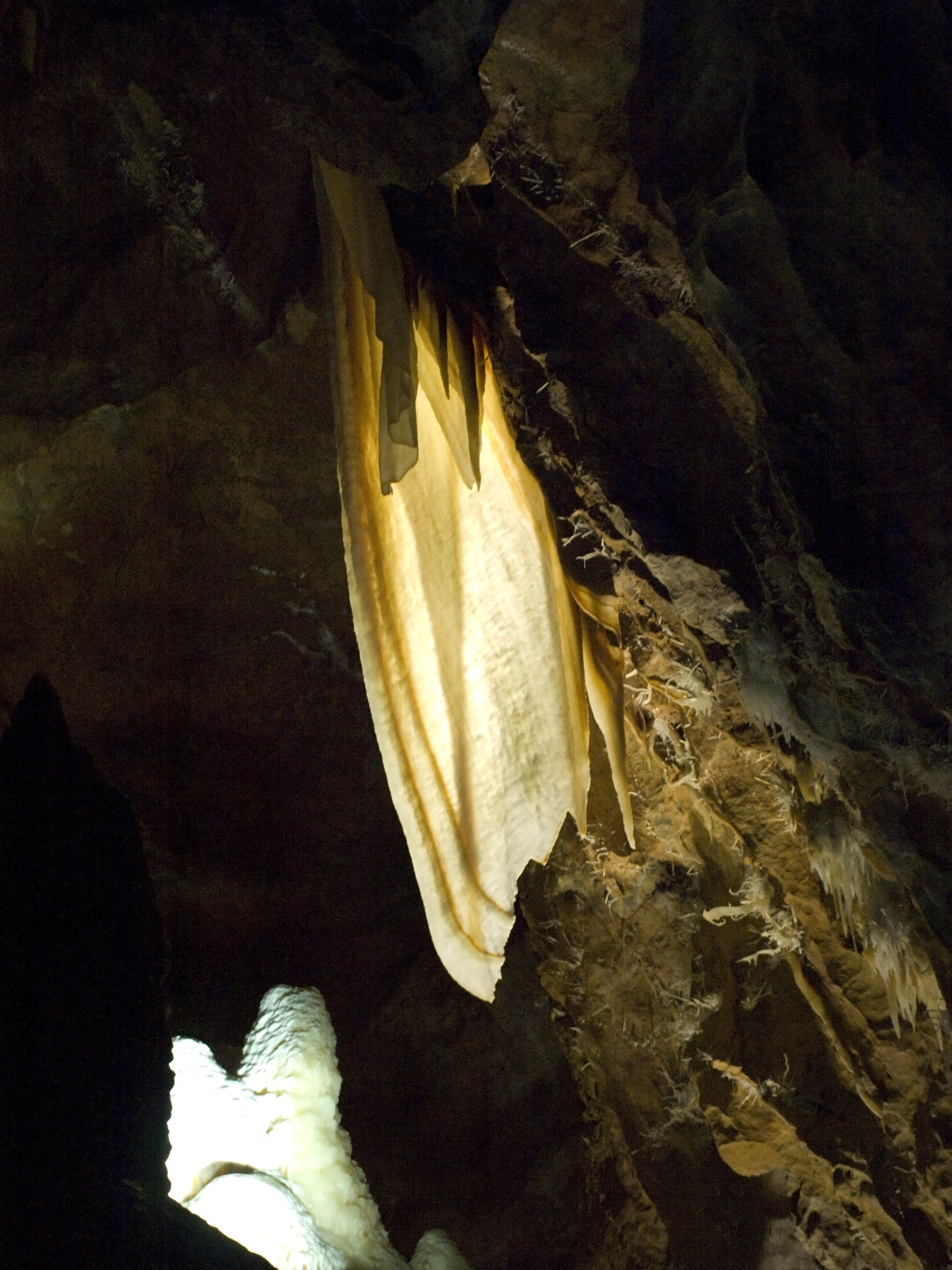
Der Engelsflügel in Baals Tempel

Die Jenolan Caves („Jenolan-Höhlen“) sind eine Höhlengruppe im Weltnaturerbe Blue Mountains, einem Gebirgszug im australischen Bundesstaat New South Wales, circa 130 km westlich vom Zentrum Sydneys. Das Wort Jenolan bedeutet „hoher Berg“ in der Sprache der Aborigines vom Stamm der Gundungarra.
Es handelt sich bei diesen Höhlen mit einem Alter von 340 Millionen Jahren um die ältesten entdeckten offenen Kalkstein-Höhlen der Welt.

## Entstehung

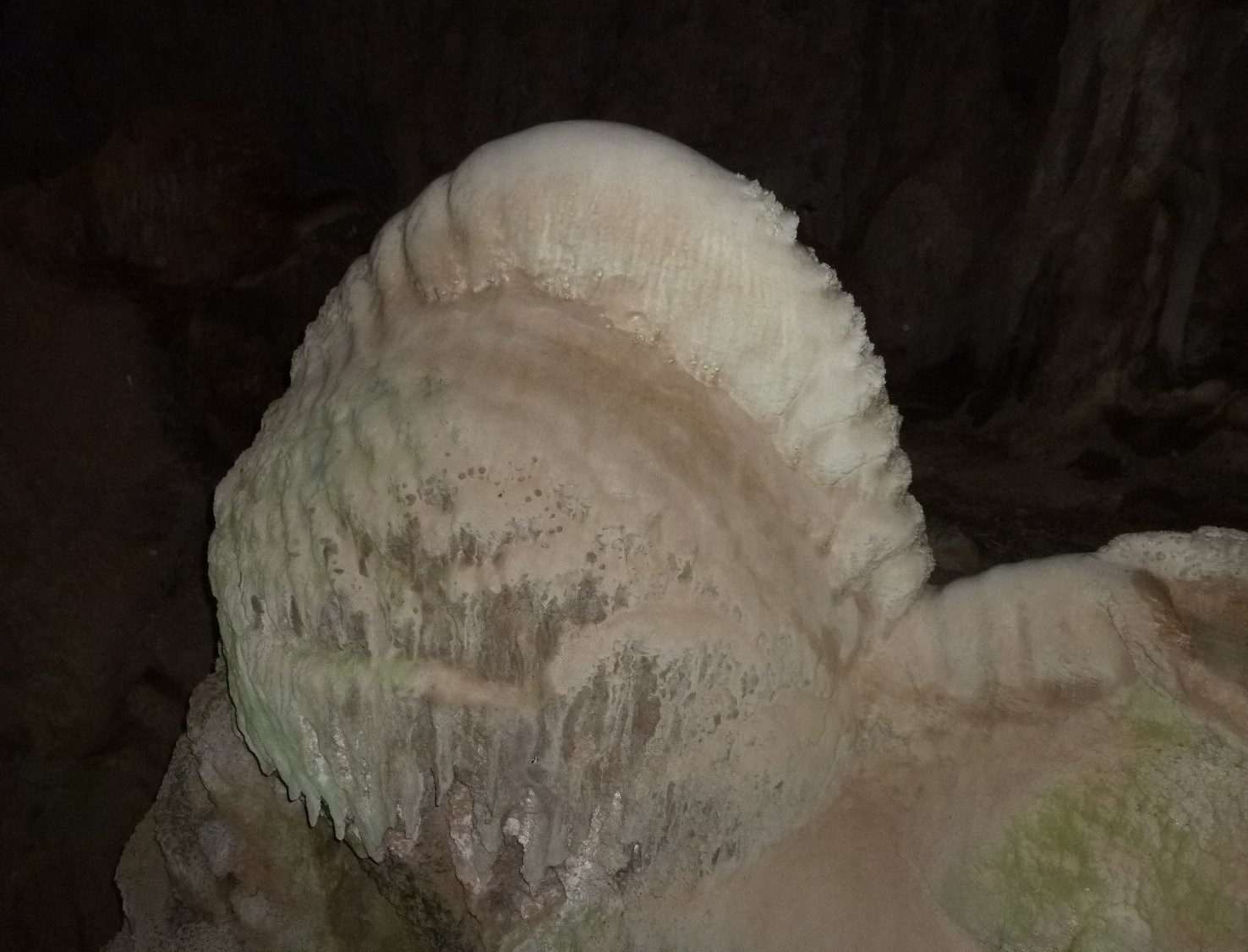
„Langustenschwanz“-Stalagmit, ein Stromatolith

Das Kalksteinvorkommen, in dem sich die Höhlen befinden, ist durch Sedimentierung und Kompaktion von Kalkschlämmen entstanden. Es geriet in Kontakt mit Lava und wurde mehrfach tektonisch bewegt. Im Kalkstein der Jenolan Caves finden sich kaum Fossilien. Das Kalksteinvorkommen ist durch Kohlensäureverwitterung verkarstet, wobei die Höhlen entstanden.

## Besonderheiten
Zu den Besonderheiten gehören die „Langustenschwanz“-Stalagmiten in der Nettle-Höhle: Es handelt sich um versteinerte Stromatolithen, bei denen Cyanobakterien mit dem Kristall wechselwirken. Sie werden auf ein Mindestalter von 20.000 Jahren geschätzt.
Nach einer im Australian Journal of Earth Sciences veröffentlichten Untersuchung aus dem Jahr 2006 entstanden die Jenolan Caves vor mindestens 340 Millionen Jahren im Erdzeitalter des Karbon. Zuvor galten diese Kalksteinhöhlen lange Zeit als nur wenige Jahrtausende alt, erst 1999 schätzte man ihr Alter auf rund 100 Millionen Jahre. Möglich wurde die Datierung durch eine neue Methode, einer Variante der herkömmlichen Kalium-Argon-Methode, die in der Prospektion von Erdöl eingesetzt wird.

## Erschließung

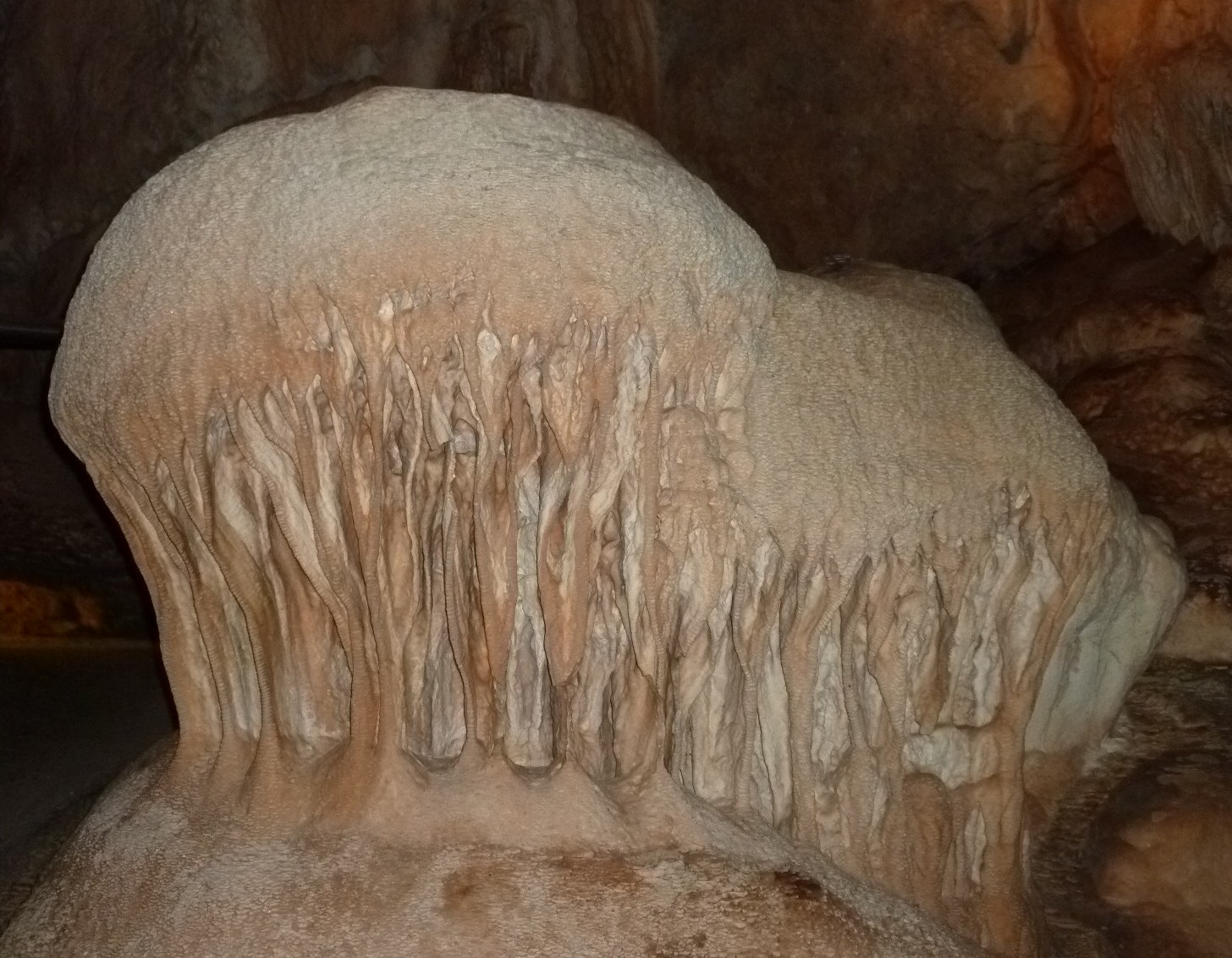
An Formationen wie dieser „Qualle“ orientierten sich die frühen Entdecker

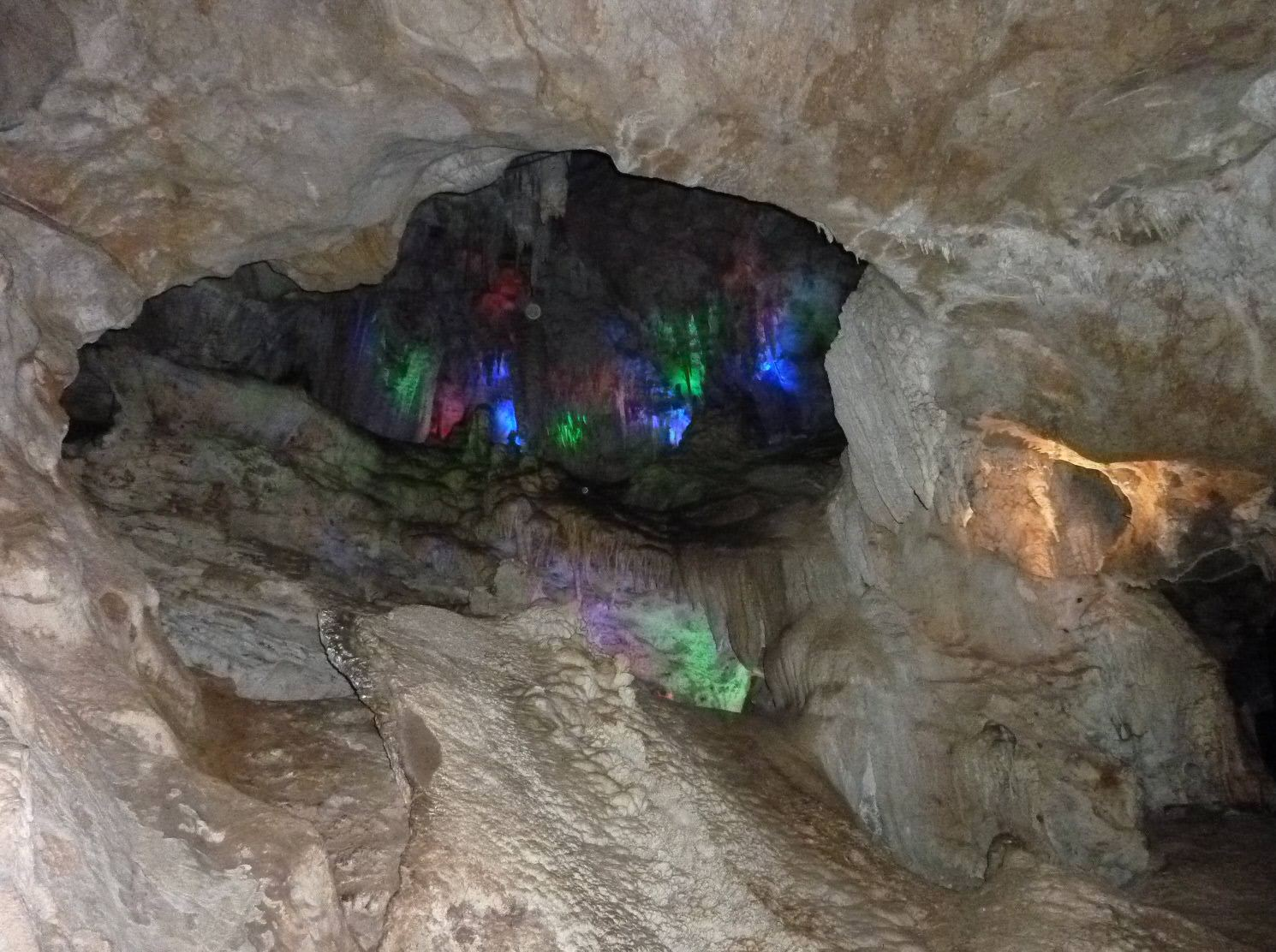
Die ersten Lichter, die in den 1880er Jahren angebracht wurden, waren farbig.

Die Gundungarra kannten die Höhlen als Binoomea (dunklen Ort) und mieden ihn zumeist. Durch Weiße entdeckt wurden die Jenolan Caves erstmals vom Viehzüchter James Whalan 1838; allerdings nehmen seine Brüder Charles und Alf die Entdeckung für sich selber in Anspruch. Noch wahrscheinlicher ist, dass der Viehdieb James McKeown hier Zuflucht vor Verfolgern suchte.
Der erste Tourismus startete bereits in den 1880er Jahren. Die Höhlenforscher orientierten sich mit Seilen, mit denen sie den Weg zurückfinden konnten, sowie an auffälligen Merkmalen, die ihnen als Orientierungspunkte dienten. Kerzen, die sie mit sich trugen, dienten der Beleuchtung. Zum ersten Mal wurde eine Höhle 1880 elektrisch beleuchtet und 1887 wurde das erste elektrische Licht dauerhaft installiert – mehrere Jahre bevor Sydney elektrifiziert wurde.
1898 wurde das Cave House in seiner heutigen Form errichtet. Heutzutage enthält es Restaurants, ein Hotel und einen Souvenirshop.
Rund 20 größere Höhlen sind bekannt, von denen 11 der Öffentlichkeit mit Touren zugänglich sind. Einzelne Strukturen werden besonders ausgeleuchtet.
- Imperial Cave: 1879 entdeckt. Hier gibt es viele Meeresfossilien und Knochen vom Tasmanischen Teufel.

- Lucas Cave: 1860 entdeckt und die am meisten besuchte Höhle. Sie wurde nach dem Lokalpolitiker John Lucas benannt. Die Cathedral, die größte Kammer im Lucas-Höhlensystem, wird auch für Kulturveranstaltungen genutzt. Es gibt eine Musik- und Lichtanimation bei jeder Tour.

- Chifley Cave: 1880 entdeckt und dann fast sofort mit elektrischen Licht ausgestattet, womit sie die weltweit erste elektrifizierte Höhle überhaupt war. Benannt nach den Premierminister Ben Chifley. Zwei der Kammern sind mit farbigen Licht dekoriert.

- Orient Cave: Entdeckt 1903 und öffentlich zugänglich seit 1917.

- Temple of Baal Cave: 1904 entdeckt. Die Temple of Baal Cave besteht aus zwei Kammern, wovon eine von den 9 Meter hohen Angel's Wing dominiert wird. Es gibt mehrere Excentrique. Es gibt eine Licht- und Audioshow.

- Nettle Cave: Die Nettle Cave hat Tageslicht und kann mit einer Audio-Tour als einzige ohne Führer besucht werden. Sie enthält die „Langustenrücken“, Stromatolithen, die von Licht und Wind geformt wurden und auf ein Alter von mindestens 20.000 Jahren geschätzt werden.

Mit dem Auto lassen sich die Jenolan Caves von Katoomba, dem Zentrum der Blue Mountains, in etwa 90 Minuten erreichen. Der letzte Teil der Straße ist um die Mittagszeit eine Einbahnstrecke und kann nur in Richtung der Höhlen befahren werden. Jährlich besuchen 250.000 Touristen die Jenolan Caves.